# Горки (Опочецкий район)
Го́рки — деревня в Опочецком районе Псковской области. Входит в состав Матюшкинской волости
Расположена в 14 км к северу от города Опочка и в 2 км к востоку от деревни Белки.
Численность населения составляет 4 жителя (2018 год).